# Калуський район
Ка́луський райо́н (Калущина) — район Івано-Франківської області в Україні, утворений 2020 року. Адміністративний центр — місто Калуш.

## Історія
Район створено відповідно до постанови Верховної Ради України № 807-IX від 17 липня 2020 року. До його складу увійшли: Болехівська, Калуська, Долинська міські, Вигодська, Войнилівська, Брошнів-Осадська, Перегінська, Рожнятівська селищні, Витвицька, Верхнянська, Новицька, Дубівська, Спаська сільські територіальні громади.

## Відомі особистості
- Kristonko — співачка та блогерка;
- Діма Варварук — блогер;
- KALUSH — гурт;
- Роман Вінтонів — тележурналіст, актор, сценарист, музикант, військовослужбовець.

## Передісторія земель району
Раніше територія району входила до складу Калуського (1940—2020), Долинського, Рожнятівського районів, ліквідованих тією ж постановою.